# 薛愛華
爱德华·赫策尔·谢弗（英文：Edward Hetzel Schafer, 1913年8月23日—1991年2月9日），漢名薛愛華，是一位美國历史学家，漢學家，以其對唐朝的研究聞名。

## 生平
在加州大學伯克利分校教授漢語長達35年。

## 著作
- 1962年，《闽国：10世纪的中国南方王国》，The Empire of Min: A South China Kingdom of the Tenth Century。
- 1963年，《撒馬爾罕的金桃：唐代舶来品研究》，The Golden Peaches of Samarkand: A Study of T'ang Exotics，加州大学出版社。
- 1967年，《朱雀：唐代的南方意象》，The Vermilion Bird: T'ang Images of the South，加州大学出版社。
- 1970年，《珠崖：12世纪之前的海南岛》，Shore of Pearls：Hainan Island in Early Times，加州大学出版社。
- 1980年，《神女：唐代文学中的龙女与雨女》，The Divine Woman: Dragon Ladies and Rain Maidens in T'ang Literature，北点书局。